# Stephan Brüggenthies
Stephan Brüggenthies (* 1968 in Münster) ist ein deutscher Autor und Filmemacher. Am bekanntesten sind seine Beiträge zur ARD-Fernsehreihe Tatort. Daneben schrieb Brüggenthies auch Romane.

## Leben
Stephan Brüggenthies, dessen Eltern in Münster eine Musikalienhandlung betrieben, studierte in Münster Betriebswirtschaft und Musikwissenschaft. Er wirkte in mehreren Bands mit, unter anderem Movement (zusammen mit Newcolours-Sänger Gernot Bramkamp). Mit New Harbour’s, erschienen auf Funfactory/Rough Trade, landete die Band 1990 einen kleinen Clubhit und erreichte u. a. Platz 5 in den spanischen Charts.
Nach seiner Münsteraner Zeit wechselte Brüggenthies an die Filmakademie Baden-Württemberg, wo er zunächst Filmkomposition bei Oscarpreisträger Cong Su, dann Film & Medien bei Peter Märthesheimer & Christoph Fromm (Drehbuch) und Nico Hofmann & Lutz Konermann (Regie) studierte.
Seine frühen Kurzfilme, unter anderem Sind Sie Luigi? mit Claus Theo Gärtner und Ein Bad voll Liebe mit Heinrich Schafmeister und Gabriela Maria Schmeide, wurden mehrfach ausgezeichnet.
Seit 2000 lebt Brüggenthies in Köln. Hier schrieb er viele Drehbücher für das deutsche Fernsehen, darunter regelmäßig Filme für die ARD-Reihe Tatort. Für den hessischen Rundfunk schrieb er mit seiner Co-Autorin Andrea Heller eine Art Trilogie über Fassaden in gutbürgerlichen Nachbarschaften. Darüber hinaus schrieb Brüggenthies für die Reihe Spreewaldkrimi, die RTL-Serie Countdown – Die Jagd beginnt und Einzelstücke. Im Jahr 2010 führte er auch Regie beim Dokumentarfilm Unser gelber Musikladen (WDR), der das Geschäft seiner Eltern portraitiert.
2009 erschien sein erster Roman Der geheimnislose Junge im Eichborn Verlag. Der Roman erzählt von einem verschwundenen Jungen, einem seltsamen Elternhaus und dem Kölner Polizisten Zbigniew Meier, für den die Suche nach dem Jungen zur Obsession wird – die in der Normandie bei Houlgate ihr Finale findet. Der Roman gewann Anfang 2010 den MIMI (Krimi-Publikumspreis des Deutschen Buchhandels) und war nominiert für den Friedrich-Glauser-Preis (Bestes Debüt) 2010. Der Roman Die tote Schwester erschien 2011 kurz vor der Insolvenz des Eichborn Verlags. Hier wird Zbigniew Meier mit der Entführung seiner eigenen Freundin konfrontiert und gerät in den Strudel eines lange zurückliegenden Verbrechens. Beide Romane wurden später vom btb Verlag als Taschenbuch veröffentlicht.
Brüggenthies war von 2003 bis 2021 vielfältig kulturpolitisch aktiv. Seit 2003 war er im Vorstand, 2005–2014 geschäftsführender Vorstandsvorsitzender des Filmbüro Nordrhein-Westfalen. Von 2006 bis 2020 war Brüggenthies im Vorstand des Kulturrats Nordrhein-Westfalen und dort Sprecher für die Sektion Film. Daneben war Brüggenthies langjährig Mitglied in der Medienkommission der Landesanstalt für Medien Nordrhein-Westfalen und im Vergabegremium der Film- und Medienstiftung NRW. Brüggenthies lehrt gelegentlich an der Internationalen Filmschule Köln,.

## Filme
- 1997: Musikvideo „Jealousy“ – Movement – Produktion
- 1998: Die seltsame Welt von Wolfgang und Melanie – Drehbuch und Regie
- 1999: Sind Sie Luigi – Drehbuch und Regie
- 1999: Der Peitschenmeister (ZDF, Grimme-Preis) – Filmmusik
- 1999: Männer und andere Katastrophen
- 2000: Are you Luigi – Drehbuch und Regie
- 2002: Ein Bad voll Liebe – Drehbuch, Regie und Filmmusik
- 2005: Tatort: Erfroren – Drehbuch (WDR, zusammen mit Patrick Gurris)
- 2008: Tatort: Das Mädchen Galina – Drehbuch (SWR)
- 2010: Countdown – Die Jagd beginnt: Ein Todesfall (RTL, zusammen mit Hagen Moscherosch)
- 2010: Unser gelber Musikladen – Regie und Filmmusik
- 2011: Tatort: Das erste Opfer – Drehbuch (SWR)
- 2014: Polizeiruf 110: Eine mörderische Idee (MDR, zusammen mit Olaf Kaiser und Stephan Rick)
- 2015: Aus der Kurve (hr, zusammen mit Andrea Heller)
- 2016: Tatort: Wendehammer (hr, zusammen mit Andrea Heller)
- 2017: Tatort: Land in dieser Zeit (hr, zusammen mit Khyana el Bitar und Dörte Franke)
- 2019: Tatort: Das Monster von Kassel
- 2020: Tatort: Funkstille
- 2022: Spreewaldkrimi: Tote trauern nicht (ZDF, mit Jan Fehse)

## Auszeichnungen (Auswahl) im Filmbereich
- Sat1 Talent Award 1999 „Beste Komödie“
- Filmkunstfest Schwerin 1999: Großer Preis
- Kinofest Lünen 1999: Bester Kurzfilm
- Figuera da Foz Film Festival 1999: Grand Prix
- Rüsselsheimer Filmtage 1999: Publikumspreis für den Film „Sind Sie Luigi?“
- Fort Lauderdale Film Festival 2000: Best Short Drama

## Prosa
- 2009: Der geheimnislose Junge (Eichborn Verlag)
- 2010: Der Weihnachtsmann und die Gerechtigkeit (Kurzgeschichte, in: Mordsweihnachten, Jan Costin Wagner (Hrsg.), Rowohlt Verlag)
- 2011: Die tote Schwester (Eichborn Verlag)
- 2016: Zig Meier und die Grube von Walden (Verlag BTK)

## Auszeichnungen und Nominierungen im Literaturbereich
- 2010 MIMI (Krimi-Publikumspreis des Deutschen Buchhandels)
- 2010 nominiert für den Friedrich-Glauser-Preis (Bestes Debüt)